# Charalambos D. Aliprantis
Charalambos Dionisios Aliprantis (grec moderne : Χαράλαμπος Διονύσιος Αλιπράντης, né le 12 mai 1946 – mort le 27 février 2009) est un économiste et mathématicien gréco-américain. Il est connu pour avoir introduit les espaces de Banach et de Riesz (en) en économie théorique.  Né en Grèce, il a déménagé aux États-Unis en 1969, où il obtient un PhD en mathématiques en juin 1973 au California Institute of Technology.
Professeur d'économie et de mathématiques à l'université Purdue, il est le fondateur de Economic Theory et Annals of Finance, un contributeur de Positivity ainsi qu'un membre fondateur de la  Society for the Advancement of Economic Theory (en).

## Ouvrages
- (en) Charalambos D. Aliprantis et Kim C. Border, Infinite dimensional analysis : A hitchhiker's guide, Berlin, Springer, 2006, 703 p. (ISBN 978-3-540-32696-0, lire en ligne)
- (en) Charalambos D. Aliprantis, Donald J. Brown et Owen Burkinshaw, Existence and optimality of competitive equilibria : With 38 Figures, Berlin, Springer-Verlag, 1990, 284 p. (ISBN 3-540-52866-0, lire en ligne)
- (en) Charalambos D Aliprantis et Owen Burkinshaw, Principles of real analysis, Academic, 1998, 415 p. (ISBN 0-12-050257-7, lire en ligne)
- (en) Charalambos D. Aliprantis et Owen Burkinshaw, Locally solid Riesz spaces with applications to economics, Providence, R.I., American Mathematical Society, 2003, 344 p. (ISBN 0-8218-3408-8, lire en ligne)
- (en) Charalambos D. Aliprantis et Owen Burkinshaw, Positive operators, Dordrecht, Springer, 2006, 376 p. (ISBN 978-1-4020-5007-7)
- (en) Charalambos D. Aliprantis et Rabee Tourky, Cones and duality, vol. 84, Providence, RI, American Mathematical Society, 2007, 279 p. (ISBN 978-0-8218-4146-4, lire en ligne)